# Sandjak d'Eğri
Le sandjak d'Eğri était une subdivision administrative de l'empire ottoman, située dans le pachalik de Budin autour d'Eğri, actuellement Eger en Hongrie.